# Liste der Flüsse in Nordmazedonien

Die wichtigsten Flüsse in Nordmazedonien

Die Liste der Flüsse in Nordmazedonien enthält eine Auswahl der Fließgewässer in Nordmazedonien.

## Alphabetisch

### A
Anska Reka

### B
Babuna, Banjanska Reka, Belička Reka, Beloviška Reka, Binačka Morava, Blato, Bošava, Bregalnica, Bogovinjska Reka

### C
Crna Reka

### D
Dlaboka Reka, Došnica, Dragor

### G
Golema Reka (Plakenska)

### K
Kadina Reka, Kočanska Reka, Koselska Reka, Koumanovska, Kriva Lakavica, Kriva Reka, Kumanovska Reka

### L
Lebnica, Lepenac, Lešočka Reka, Lipkovska Reka

### M
Mala Reka, Markova Reka

### O
Orizarska Reka, Otinja

### P
Pčinja, Pena, Pesočanska Reka

### R
Radika

### S
Šarplaninska Reka, Sateska, Schwarzer Drin (Crni Drim), Šemnica, Serava, Strumica, Svetinikolska Reka

### T
Topólka, Treska

### V
Vardar

### Z
Zletovska Reka, Zrnovska Reka